# Ељо (Лука)
Ељо је насеље у Италији у округу Лука, региону Тоскана.
Према процени из 2011. у насељу је живело 96 становника. Насеље се налази на надморској висини од 693 м.